# Hookeriopsis negrensis
Hookeriopsis negrensis är en bladmossart som beskrevs av Brotherus och Thériot 1937. Hookeriopsis negrensis ingår i släktet Hookeriopsis och familjen Hookeriaceae. Inga underarter finns listade i Catalogue of Life.